# Ngongo Leteta
Pour les articles homonymes, voir Ngongo.
Ngongo Leteta ou Ngongo Lutete, mort le 15 septembre 1893 à Ngandu, sur le Lomami, est un chef de tribu africain du Sankuru, dans l'actuelle République démocratique du Congo. Il serait né vers 1863 et d'origine tetela ou osonge.
Esclave dans sa jeunesse, il gagne rapidement sa liberté et son indépendance parmi les esclavagistes ; il forme sa propre troupe, devenant l'un des proches de Tippo Tip. Il attaque Lusambo en 1890 avec 500 guerriers, mais doit battre en retraite face aux 200 hommes de Francis Dhanis. Il se rallie en même temps que Lupungu, et Pania Mutombo aux forces de l'État indépendant du Congo le 19 septembre 1892 dans la lutte contre les esclavagistes dans le sud-est du territoire, et aide l'État indépendant du Congo contre les troupes de Sefu bin Hamid, permettant notamment la prise de Nyangwe et Kasongo.
Sommairement jugé, il est condamné et fusillé à Ngandu par l'officier de la Force publique Jean Scheerlinck, sans que celui-ci n'informe préalablement son supérieur Francis Dhanis, qui regretta cette exécution.
Cette exécution de leur chef aurait été à l'origine des révoltes des troupes connues sous le nom de « révolte des Batetela de Luluabourg ». 
Ngongo Leteta est l'un des modèles de Patrice Lumumba, originaire de la même région.